# Van Ketwich Verschuurlaan
De Van Ketwich Verschuurlaan is een bijna 1,3 kilometer lange straat in Groningen.
De weg kan gezien worden als de noordelijke randweg van de De Wijert-Zuid. De Van Ketwich Verschuurlaan loopt van de Verlengde Hereweg tot de A28, waarna hij overgaat in de Laan Corpus Den Hoorn.
De straat is genoemd naar de Groningse burgemeester Evert van Ketwich Verschuur.

## Brug en viaduct
Over het Noord-Willemskanaal is de Van Ketwich Verschuurbrug. Onder de A28 is een viaduct.

## Kruisende wegen
- Verlengde Hereweg, Goeman Borgesiuslaan
- De Ranitzstraat
- Jan Wolkerslaan
- Hora Siccamasingel
- Vasalislaan
- Spieghelstraat, Marcellus Emantslaan
- Vondellaan, Queridolaan
- Van Lenneplaan, Vestdijklaan
- Nicolaas Beetsstraat
- A28 richting Julianaplein en Drachten
- A28 richting Haren, Assen en Utrecht